# Банджи-джампинг

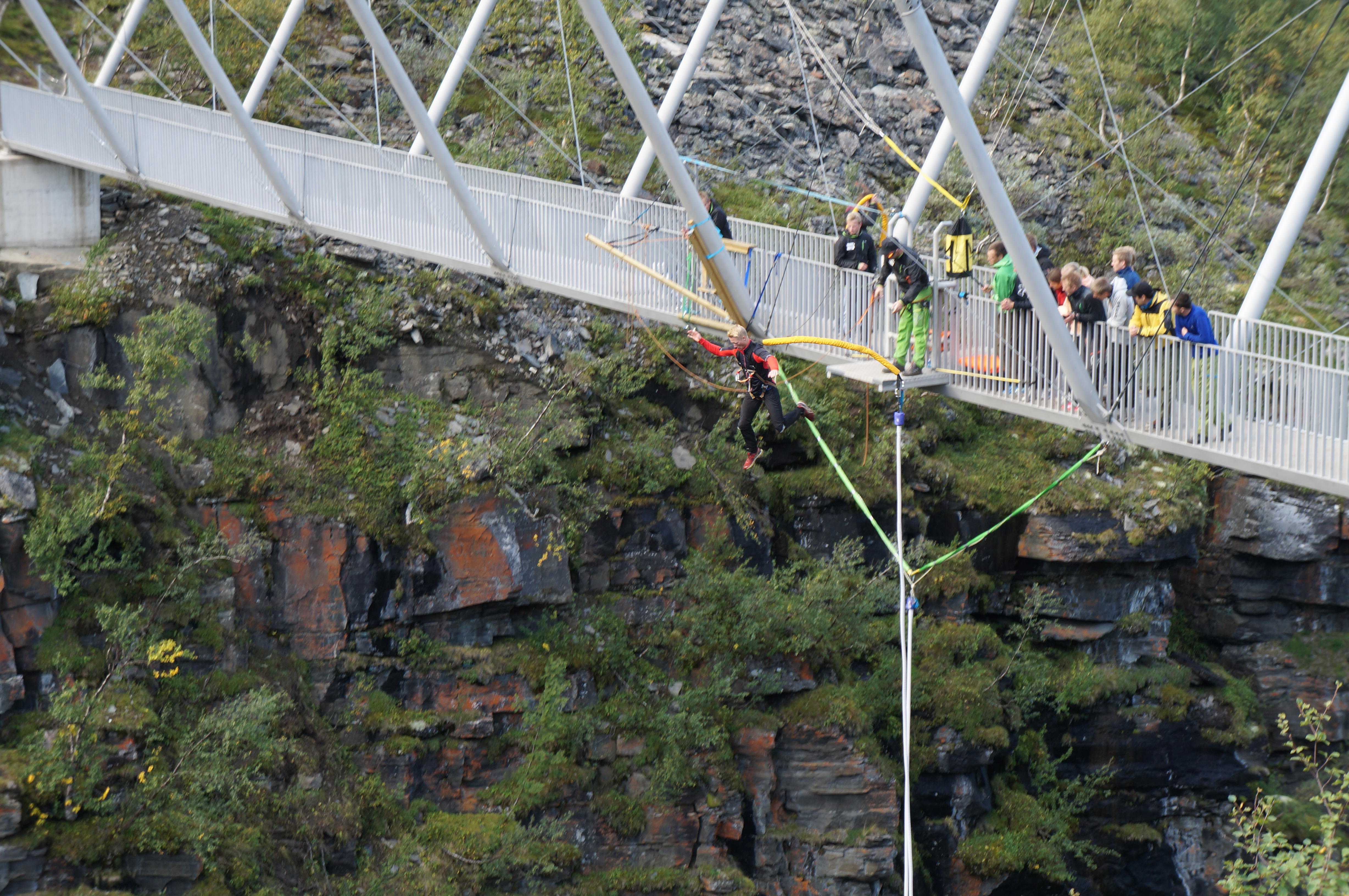
Прыжок с моста

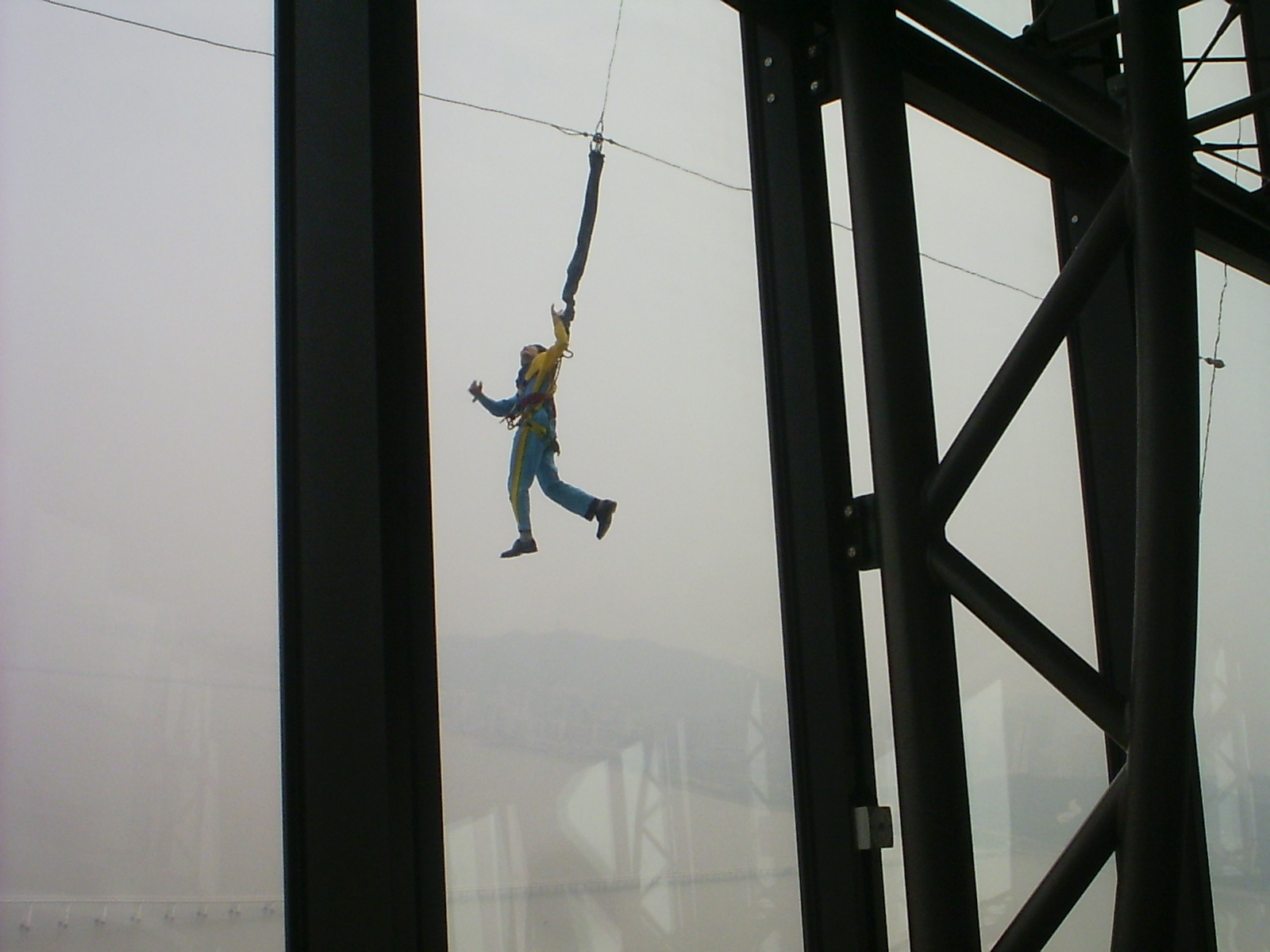
Прыжок с Башни Макао

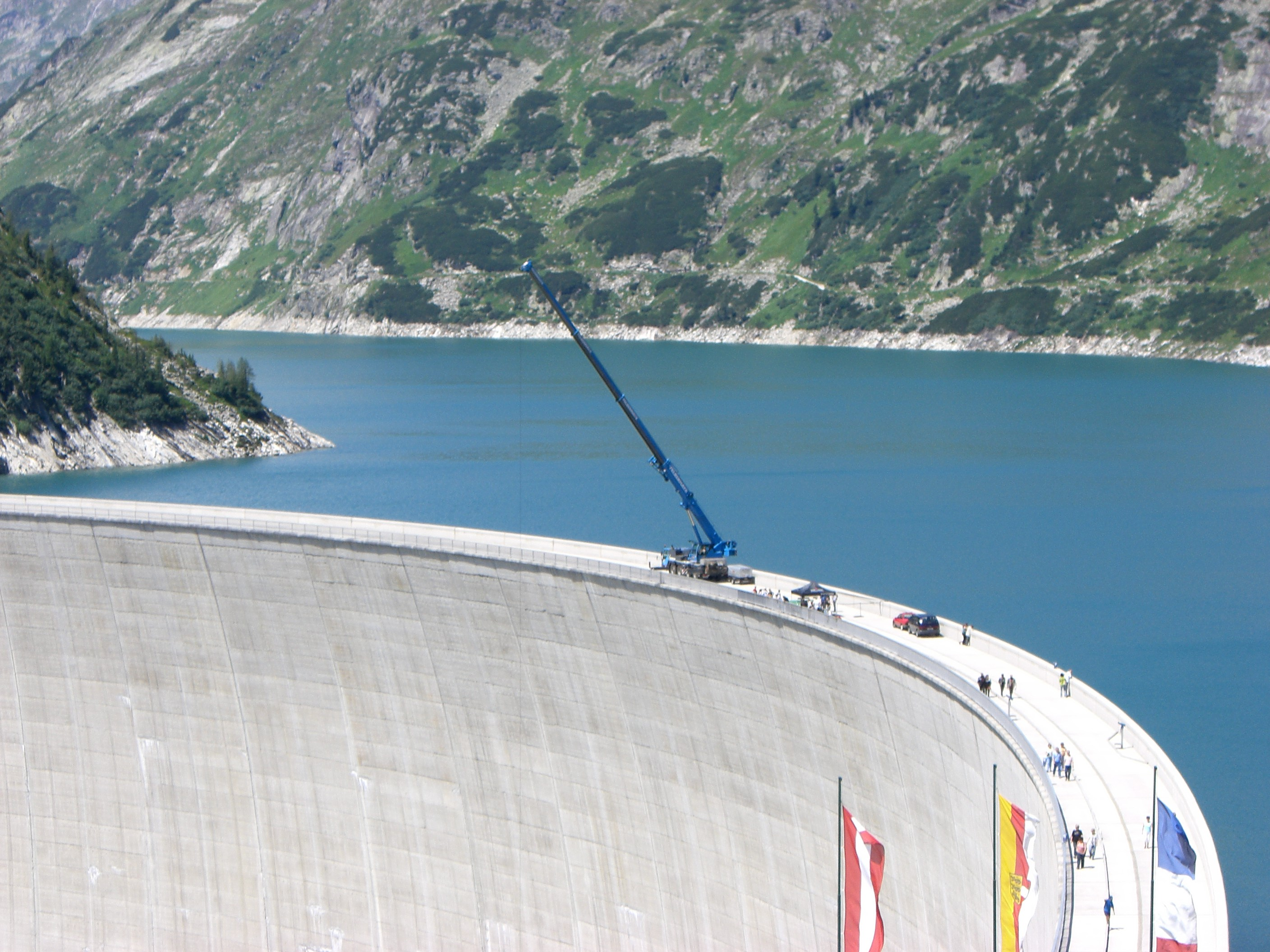
Прыжок с плотины

Банджи-джа́мпинг (англ. bungee jumping) — аттракцион. На этом аттракционе участников привязывают к длинному резиновому канату, на котором они совершают прыжок вниз.
После максимального растяжения канат сокращается и поднимает прыгуна вверх. Этот цикл подъёма-падения повторяется несколько раз. Замедление канатов лежит в интервале от 2,5 до 3,5 g, более сильное торможение может привести к опасности для здоровья прыгуна.
При прыжке с моста «Эвропабрюкке» в Тироле (высота 193 м) фаза падения длится около 6 секунд.

## История
Слово «банджи» ведёт своё происхождение из английского диалекта Уэст-Кантри, что означает нечто толстое и приземистое, как определил это слово Джеймс Дженнингс в своей книге «Наблюдения некоторых из диалектов на западе Англии» («Observations of Some of the Dialects in The West of England»), опубликованной в 1825 году. Около 1930 года имя стало использоваться для обозначения ластика. В свою очередь идеолог банджи-джампинга Ай Джей Хэкетт определил слово банджи как «название эластичного ремешка в слэнге киви». Покрытые тканью резиновые шнуры с крючками на концах были доступны в течение десятилетий под общим названием bungee cords.
В апреле 1960 года BBC Television показало документальный фильм «Лэнд-дайверы Пентекоста» (англ. The Land Divers of Pentecost), снятый Дэвидом Аттенборо, который повествовал о «лэнд-дайверах» (можно перевести как ныряющие в землю; на местном наречии Naghol) острова Пентекост в Вануату. Молодые туземцы мужского пола прыгали с высоких деревянных платформ с привязанными к лодыжкам верёвками для испытания мужества.
Схожая практика, только с гораздо более медленным темпом падения, практикуется во время своеобразного танца под названием Воладор де Папантла в центральной части Мексики — традиции, восходящей к временам ацтеков.